# 聴覚障害者標識

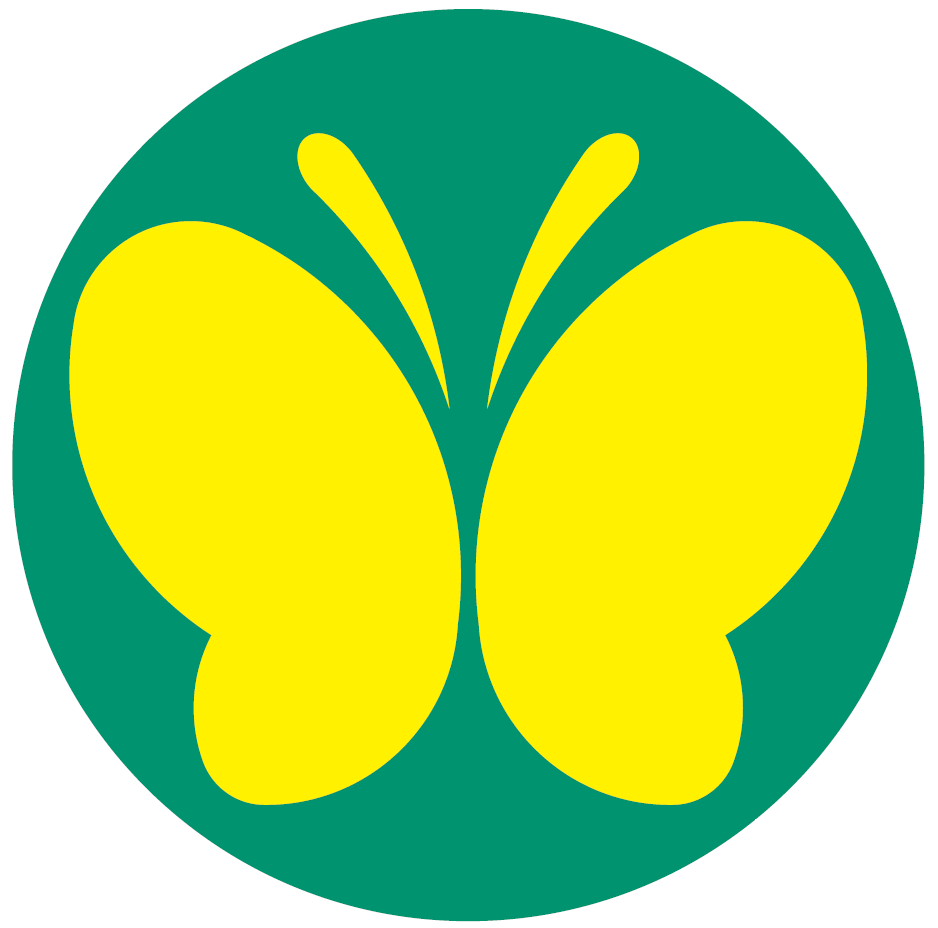
聴覚障害者標識

聴覚障害者標識（ちょうかくしょうがいしゃひょうしき）とは、道路交通法に基づく標識の一つ。円形をしており、緑地に黄色の2つの耳の図案を配し、全体として蝶のように見えるデザインである。

## 概要
2008年（平成20年）6月1日の道路交通法改正による聴覚障害者に係る免許の欠格事由の見直しに伴い導入された。
補聴器により補われた聴力を含めて、10メートルの距離で90デシベルの警音器の音が聞こえるものという、免許取得の従来の基準を満たさない者でも、運転する車種を限定した上で、「特定後写鏡」（ワイドミラー）を設置していることを条件に、車の運転を許可された者は、当該標識を、運転する車両の前後の視認性の高い部分（地上0.4 - 1.2メートル以内）に掲示して運転しなければならない。
2012年（平成24年）4月1日の改正まで運転できる車種は専ら人を運搬する構造の普通自動車と定められており、原動機付自転車、小型特殊自動車、貨物自動車の運転はできなかったが、原動機付自転車・貨物自動車については解禁された。また取得できるのは原付免許、普通免許、準中型免許と自動二輪免許（2012年（平成24年）4月1日から）だけであり、中型免許・大型免許などは取得できない。
また、初心者マークと同様に、周囲の運転者はこの標識を掲示した車両を保護する義務を有し、幅寄せ・割り込み（危険を避けるためやむを得ない場合は除く）などの行為を行なってはならないと定められており、表示車に対して幅寄せ・割り込みをした場合は交通違反となる（詳細は割り込み (運転)を参照）。
なお、普通自動車または準中型自動車を運転する際の掲示は義務となっており、表示しなかった場合、違反点数（1点）、反則金が課せられる。ただし、2012年（平成24年）4月1日に解禁された原動機付自転車および自動二輪車については構造上表示が難しいため表示義務の対象から除外される。
このマークはあくまで耳の形をモチーフとして蝶にも見えるようにデザインされたものであり、「聴」と「蝶」を掛けて、蝶々のマークになったというのは俗説である。定まって間もないため「若葉マーク」や「紅葉マーク」のような俗称は2009年（平成21年）11月現在定着していないが、一部で「蝶マーク」、「蝶々マーク」という呼び方がされている。なお、「耳マーク」は、一般に別のマークを指して用いられる。